# Pseudohexapodibius degenerans
Pseudohexapodibius degenerans is een soort in de taxonomische indeling van de beerdiertjes (Tardigrada).
Het diertje behoort tot het geslacht Pseudohexapodibius en behoort tot de familie Macrobiotidae. De wetenschappelijke naam van de soort werd voor het eerst geldig gepubliceerd in 1990 door Biserov.